# Baku Cup 2013 - Qualificazioni singolare
Le qualificazioni del singolare  del Baku Cup 2013 sono state un torneo di tennis preliminare per accedere alla fase finale della manifestazione. I vincitori dell'ultimo turno sono entrati di diritto nel tabellone principale. In caso di ritiro di uno o più giocatori aventi diritto a questi sono subentrati i lucky loser, ossia i giocatori che hanno perso nell'ultimo turno ma che avevano una classifica più alta rispetto agli altri partecipanti che avevano comunque perso nel turno finale.

## Teste di serie
1. Nigina Abduraimova (nel tabellone principale)
2. Magda Linette (qualificata)
3. Kateryna Kozlova (qualificata)
4. Alberta Brianti (ultimo turno)
5. Valentina Ivachnenko (primo turno)
6. Veronika Kapšaj (qualificata)

1. Tetjana Arefyeva (qualificata)
2. Sabina Sharipova (primo turno)
3. Julija Kalabina (ultimo turno)
4. Majja Kacitadze (primo turno)
5. Oksana Kalašnikova (qualificata)
6. Marina Mel'nikova (ultimo turno)
7. Ysaline Bonaventure (ultimo turno)

## Qualificate
1. Tereza Martincová
2. Magda Linette
3. Kateryna Kozlova

1. Tetjana Arefyeva
2. Oksana Kalašnikova
3. Veronika Kapšaj

## Tabellone

### Legenda
| - Q = Qualificato - WC = Wild card - LL = Lucky loser | - ALT = Alternate - SE = Special Exempt - PR = Protected Ranking | - w/o = Walkover - r = Ritirato - d = Squalificato |

### Sezione 1
|  | primo turno | primo turno         | primo turno         | primo turno | primo turno |  |  | ultimo turno | ultimo turno        | ultimo turno        | ultimo turno | ultimo turno |  |
|  |             |                     |                     |             |             |  |  |              |                     |                     |              |              |  |
|  | 13          | Ysaline Bonaventure | Ysaline Bonaventure | 6           | 6           |  |  |              |                     |                     |              |              |  |
|  |             | Polina Pekhova      | Polina Pekhova      | 4           | 2           |  |  | 13           | Ysaline Bonaventure | Ysaline Bonaventure | 2            | 5            |  |
|  |             | Tereza Martincová   | Tereza Martincová   | 6           | 6           |  |  |              | Tereza Martincová   | Tereza Martincová   | 6            | 7            |  |
|  | 10          | Majja Kacitadze     | Majja Kacitadze     | 2           | 3           |  |  |              |                     |                     |              |              |  |

### Sezione 2
|  | primo turno | primo turno        | primo turno      | primo turno | primo turno |  |  | ultimo turno | ultimo turno   | ultimo turno   | ultimo turno | ultimo turno |  |
|  |             |                    |                  |             |             |  |  |              |                |                |              |              |  |
|  | 2           | Magda Linette      | 7                | 65          | 6           |  |  |              |                |                |              |              |  |
|  |             | Inés Ferrer Suárez | 69               | 7           | 3           |  |  | 2            | Magda Linette  | Magda Linette  | 6            | 7            |  |
|  |             | Iryna Burjačok     | Iryna Burjačok   | 6           | 6           |  |  |              | Iryna Burjačok | Iryna Burjačok | 2            | 5            |  |
|  | 8           | Sabina Sharipova   | Sabina Sharipova | 1           | 1           |  |  |              |                |                |              |              |  |

### Sezione 3
|  | primo turno | primo turno         | primo turno      | primo turno | primo turno |  |  | ultimo turno | ultimo turno      | ultimo turno      | ultimo turno | ultimo turno |  |
|  |             |                     |                  |             |             |  |  |              |                   |                   |              |              |  |
|  | 3           | Kateryna Kozlova    | Kateryna Kozlova | 6           | 6           |  |  |              |                   |                   |              |              |  |
|  |             | Ekaterina Jašina    | Ekaterina Jašina | 2           | 2           |  |  | 3            | Kateryna Kozlova  | Kateryna Kozlova  | 6            | 6            |  |
|  |             | Kateřina Kramperová | 6                | 3           | 3           |  |  | 12           | Marina Mel'nikova | Marina Mel'nikova | 3            | 4            |  |
|  | 12          | Marina Mel'nikova   | 4                | 6           | 6           |  |  |              |                   |                   |              |              |  |

### Sezione 4
|  | primo turno | primo turno           | primo turno     | primo turno | primo turno |  |  | ultimo turno | ultimo turno     | ultimo turno | ultimo turno | ultimo turno |  |
|  |             |                       |                 |             |             |  |  |              |                  |              |              |              |  |
|  | 4           | Alberta Brianti       | Alberta Brianti | 6           | 7           |  |  |              |                  |              |              |              |  |
|  | Alt         | Sandra Roma           | Sandra Roma     | 1           | 5           |  |  | 4            | Alberta Brianti  | 6            | 4            | 1            |  |
|  |             | Anastasіja Vasyl'jeva | 6               | 3           | 4           |  |  | 7            | Tetjana Arefyeva | 1            | 6            | 6            |  |
|  | 7           | Tetjana Arefyeva      | 4               | 6           | 6           |  |  |              |                  |              |              |              |  |

### Sezione 5
|  | primo turno | primo turno          | primo turno         | primo turno | primo turno |  |  | ultimo turno | ultimo turno         | ultimo turno         | ultimo turno | ultimo turno |  |
|  |             |                      |                     |             |             |  |  |              |                      |                      |              |              |  |
|  | 5           | Valentina Ivachnenko | 6                   | 2           | 1           |  |  |              |                      |                      |              |              |  |
|  | WC          | Oleksandra Korašvili | 3                   | 6           | 6           |  |  | WC           | Oleksandra Korašvili | Oleksandra Korašvili | 2            | 1            |  |
|  | WC          | Tamari Chalaganidze  | Tamari Chalaganidze | 0           | 0           |  |  | 11           | Oksana Kalašnikova   | Oksana Kalašnikova   | 6            | 6            |  |
|  | 11          | Oksana Kalašnikova   | Oksana Kalašnikova  | 6           | 6           |  |  |              |                      |                      |              |              |  |

### Sezione 6
|  | primo turno | primo turno      | primo turno      | primo turno | primo turno |  |  | ultimo turno | ultimo turno    | ultimo turno    | ultimo turno | ultimo turno |  |
|  |             |                  |                  |             |             |  |  |              |                 |                 |              |              |  |
|  | 6           | Veronika Kapšaj  | Veronika Kapšaj  | 6           | 6           |  |  |              |                 |                 |              |              |  |
|  | WC          | Barbara Bonić    | Barbara Bonić    | 3           | 4           |  |  | 6            | Veronika Kapšaj | Veronika Kapšaj | 6            | 6            |  |
|  | WC          | Ksenia Gaydarzhi | Ksenia Gaydarzhi | 5           | 0           |  |  | 9            | Julija Kalabina | Julija Kalabina | 1            | 3            |  |
|  | 9           | Julija Kalabina  | Julija Kalabina  | 7           | 6           |  |  |              |                 |                 |              |              |  |